# La Cruz, Zacoalco de Torres
La Cruz är en ort i Mexiko.   Den ligger i kommunen Zacoalco de Torres och delstaten Jalisco, i den centrala delen av landet, 500 km väster om huvudstaden Mexico City. La Cruz ligger 1 354 meter över havet och antalet invånare är 235.
Terrängen runt La Cruz är kuperad åt sydost, men åt nordväst är den platt. Runt La Cruz är det ganska tätbefolkat, med 90 invånare per kvadratkilometer. Närmaste större samhälle är Zacoalco de Torres, 3,4 km sydost om La Cruz. Trakten runt La Cruz består i huvudsak av gräsmarker.